# Hirsimaamoja
De Hirsimaamoja  is een beek binnen de Zweedse  provincie Norrbottens län. Ze voert onder meer het water af van het moeras Hirsimaa en is ongeveer 6,5 kilometer lang.